# 文盛瑾
文 盛瑾（ムン・ソングン、1953年5月28日 - ）は、韓国の映画俳優、元政治家。李明博政権時代の野党圏統合推進機構である「革新と統合」常任代表の他、李明博政権時代の最大野党だった民主統合党（共に民主党の前身）の代表代行を務めた。
本貫は南平文氏。父親は1970～1980年代における韓国民主化運動の指導者の一人として活動した牧師の文益煥、牧師で元国会議員の文東煥は叔父。演出家でピアニストの文昊瑾は兄。

## 概要
日本の東京都で生まれる。西江大学校貿易学科を卒業後、商社に入社したが、俳優となるため演劇の道に進み、1985年の「ハン氏年代記」でデビューした。演技活動の傍ら、映画振興委員会副委員長やスクリーンクォーター文化連帯理事長など韓国映画の発展のための社会活動にも積極的に取り組んだ。
1990年公開の映画『追われし者の挽歌』に主演。春史大賞映画祭で新人俳優賞を、百想芸術大賞でをしン人演技賞を受賞した。
1997年公開の映画『グリーンフィッシュ』で裏組織の親分を演じた。同作は青龍映画賞と百想芸術大賞において、それぞれ作品賞を受賞した。
2000年4月に行われた総選挙で、盧武鉉はあえて新千年民主党の地盤ではない釜山市から立候補し、落選した。その直後に盧武鉉のファンクラブである「ノサモ」（盧武鉉を愛する者の集い）が結成された。2001年10月、文盛瑾はノサモに加わった。大統領選挙を前にした2002年11月16日、盧武鉉を支持する改革国民政党が結成されると、文盛瑾は同党の党員として活動し、12月の大統領選の盧武鉉の勝利に寄与した。
2010年8月に民主・進歩勢力及び市民社会団体による統合政党の実現を目指す「百万国民の命令」を設立、2011年9月には親盧派政治家と市民社会団体関係者が結成した「革新と統合」の常任代表に就任した。民主党と市民統合党及び韓国労総（労働組合）が合同して12月に発足した民主統合党の党指導部選挙に出馬、2012年1月に行われた市民・党員選挙人団投票と代議員投票の結果、韓明淑候補に次ぐ2位となり、党最高委員に就任した。4月の総選挙では釜山市北・江西乙選挙区から出馬したが、セヌリ党候補に敗れた。韓明淑代表が総選挙で民主統合党が事実上敗北した責任を取って辞任した後、5月4日に朴智元院内代表が非常対策委員長に就任するまでの期間、代表代行を務めた。
2012年大統領選挙後の党指導部を選出するために行われた全党大会（2013年5月4日）直前の5月3日、民主統合党からの離党を表明した。背景には、市民参加を掲げてきた民主統合党が、党憲・党規を改正して代議員と党員の権利を強化した事に対する不満があったとの指摘が成されている。

## 年表
- 1972年：西江大学校貿易学科入学
- 1985年：ハン氏年代記で役者デビュー
- 2000年：映画振興委員会副委員長
- 2001年：
  - スクリーンクォーター文化連帯理事長
  - ノサモ顧問
- 2010年
  - 6月：KBS視聴料引き上げ阻止汎国民行動共同代表（～現在）
  - 8月：「百万国民の命令」代表（～現在）
- 2011年
  - 「革新と統合」常任代表（～現在）
- 2012年
  - 1月：民主統合党最高委員（～4月）
  - 4月：民主統合党代表代行（～5月4日）

出典：민주당사람들　문성근（民主党のひとたち　文盛瑾）。民主統合党ホームページ（2012年4月15日閲覧）

## 出演作品

### 演劇
- 1985年
  - ハン氏年代記
- 1986年
  - チルスとマンス
- 1989年
  - 年老いた泥棒の話

### テレビ
- 1989年
  - MBC：ミニシリーズ8部作「天使の選択」
- 1997年
  - SBS：ムン・ソングンのドキュメンタリー世界「それが知りたい」
- 2008年
  - SBS：神の秤
- 2009年
  - SBS：チャミョンゴ（自鳴鼓）
- 2017年
  - SBS：操作
- 2023年
  - MBC：恋人
- 2024年
  - tvN：私の夫と結婚して

### 映画
- 1990年
  - びりから一等まで僕たちのクラスを訪ねます
  - 追われし者の挽歌
- 1991年
  - 20歳までだけでも生きたい
  - ベルリンリポート
  - 競馬場へ行く道
- 1993年
  - あの島へ行きたい
  - 非常口がない
  - 101回目のプロポーズ
- 1994年
  - セサン・パクロ　外の世界へ
  - 私からあなたへ
- 1995年　
  - ネオンの中へ陽が沈む
  - 美しい青年、全泰壱
  - 男はつらい
  - マン?
- 1996年
  - つぼみ
- 1997年
  - グリーンフィッシュ
  - 殺す話
- 1998年
  - 生寡婦慰謝料請求訴訟
- 2000年
  - 秘花 〜スジョンの愛〜
- 2003年
  - 嫉妬は私の力
- 2005年
  - オーロラ姫
- 2006年
  - 韓半島 -HANBANDO-
  - 浜辺の女
  - 頭脳遊戯プロジェクト，パズル
- 2007年
  - ス SOO
- 2008年
  - 公共の敵
  - 失踪

視線 1318 segment 3 リレー
- 2009年
  - 冬の小鳥
  - ある訪問 〜畳々山中〜
  - 小さな池
- 2010年
  - 教授とわたし、そして映画
- 2011年
  - 折れた矢
  - 3人のアンヌ
- 2012年
  - 南営洞1985 国家暴力、22日間の記録
- 2013年
  - ファイ 悪魔に育てられた少年
- 2014年
  - 私の少女
  - 海にかかる霧
- 2015年
  - メモリーズ 追憶の剣
  - 空と風と星の詩人〜尹東柱の生涯〜
- 2017年
  - 夜の浜辺でひとり
  - 1987、ある闘いの真実
  - 記憶の夜
- 2018年
  - バーニング 劇場版
- 2023年
  - プロジェクト・サイレンス
- 2025年
  - ウイルス

## 受賞歴
- 1990年
  - 第1回　春史大賞映画祭・新人俳優賞「追われし者の挽歌」
- 1991年
  - 第27回 百想芸術大賞・新人演技賞「追われし者の挽歌」
- 1992年
  - 第12回　映画評論家協会賞・男優主演賞「競馬場へ行く道」
  - 第3回　春史大賞映画祭・男優主演賞「競馬場へ行く道」
  - 第13回　青龍賞・男優主演賞
- 1994年
  - 第15回　青龍賞・男優主演賞「私からあなたへ」
- 1996年
  - 第17回　青龍賞・男優主演賞「つぼみ」